# Pławidło
Płavidło, německy Tirpitz a dříve polsky Tyrpice, je obec v Polsku, která se nachází ve gmině Słubice v okrese Słubice v Lubušském vojvodství v západním Polsku. Leží na pravém břehu veletoku Odra u německo-polské státní hranice v mezoregionu Lubuski Przełom Odry. Je sídlem sołectwa.

## Historie a popis
Během druhého dělení Polska v roce 1793 byla obec připojena k Pruskému království pod názvem Tirpitz. Od roku 1873 až do roku 1945 obec byla součástí již zaniklého Lubušského okresu. Těsně po druhé světové válce byla pod názvem Tyrpice začleněna do již zaniklého Rzepińského okresu jako exklávovaná část gminy Słubice. Po druhé světové válce došlo také k vystěhování německého obyvatestva. Ve vesnici byl založen státní statek Zakład Rolny w Pławidle, který byl součástí Lubušského podniku Lubuski Kombinat Rolny w Rzepinie. Začaly zde působit tehdejší pohraničníci (Wojska Ochrony Pogranicza) a byla zde zřízena jejich stanice Strażnica Wojsko Ochrony Pogranicza Tyrpice/Pławidło. V letech 1975–1998 vesnice administrativně patřila do již zaniklého Gorzovského vojvodství. V obci působil fotbalový klub LZS Odra Pławidło, který se v roce 2012 stal rezervním týmem klubu MKS Polonia Słubice. Od roku 1999 je součástí Lubušského vojvodství. Pławidło se nachází na silnici Słubice - Pławidło - Owczary. 

## Památky
- panský dům čp. 28 z 19. století.[4]